# Битва при Парме
Битва при Парме (фр. bataille de Parme) — сражение, состоявшееся 29 июня 1734 года, во время войны за польское наследство между союзной французско-сардинской армией маршала Куаньи и австрийской армией фельдмаршала Мерси у итальянского города Парма.
В конце июня союзная французско-сардинская армия маршала Куаньи (60 тысяч человек) была расположена лагерем на реке Парма, в 6 километрах от города Парма; австрийская же армия фельдмаршала Мерси (50 тысяч человек) стояла у Сент-Лазаре.
К 28 июня австрийцы продвинулись к Парме. В 3 часа ночи 29 июня франко-сардинская армия двинулась навстречу имперским войскам. Пехота в составе 52 рот гренадеров во главе с маршалом Брольи использовала дорогу из Колорно в Парму, драгуны пошли по дороге справа от пехоты через лес Корноккьо. Около 7.00 колонны пехоты появились под стенами Пармы, двинулись вдоль них, повернули в сторону постоялого двора Ла-Крочетта и там остановились. Затем пехота выстроилась в боевой порядок на дороге возле гостиницы «Эль-Крочетто»: три линии французской пехоты и четвертая линия сардинской пехоты.
Авангард графа Мерси переправился через Таро, за ним последовали основные силы, которые подошли к полю боя окольными путями. Имперские гренадеры авангарда появились в 10:00 перед передовыми французскими постами из четырех рот гренадеров и открыли по ним огонь. Затем французы, открыв ответный огонь, отступили к главной линии. Мерси приказал князю Вюртембергскому без колебаний атаковать. Князь возразил, что сначала он должен выстроить войска, после чего Мерси нетерпеливо атаковал во главе своих кирасиров сам. В 13:00 маршал де Мерси был убит, но французы немного отступали. Среди имперских войск возникло замешательство, когда они внезапно столкнулось с контратаками французов и сардинцев.
Затем обе стороны до 19:00 обменивались ружейными залпами и артобстрелом. Вечером артиллерия прекратила огонь, и австрийцы начали отход в юго-восточном направлении. Некоторые их отряды расположились за живой изгородью, откуда примерно до 22:00 прикрывали отход основных сил. Раненые и убитые остались на поле боя. В полночь битва прекратилась. Австрийцы понесли столь значительные потери (свыше 6 тысяч человек), так что князь Вюртембергский, заменивший убитого Мерси, решил отступить за реку Секкию, куда прибыл новый главнокомандующий граф Кенигсек. Союзники потеряли около 4 тысяч убитыми.